# Hollywood Game Night

Hollywood Game Night est un quiz américain diffusé depuis 2013 et animé par la comédienne Jane Lynch. Le concept a été adapté dans plusieurs pays et langues.

## Concept
À chaque émission, deux équipes, chacune formée d’une personne du public et trois célébrités, participent à une soirée de 5 jeux.

## Adaptations à travers le monde
- Canapé Quiz (France)
- Silence, on joue ! (Québec)